# Mouvements de grève des travailleurs aux Antilles britanniques de 1934 à 1939
 (février 2025).
 (juillet 2024).
La mise en forme du texte ne suit pas les recommandations de Wikipédia : il faut le « wikifier ».
Les points d'amélioration suivants sont les cas les plus fréquents. Le détail des points à revoir est peut-être précisé sur la page de discussion.
- Les titres sont pré-formatés par le logiciel. Ils ne sont ni en capitales, ni en gras.
- Le texte ne doit pas être écrit en capitales (les noms de famille non plus), ni en gras, ni en italique, ni en « petit »…
- Le gras n'est utilisé que pour surligner le titre de l'article dans l'introduction, une seule fois.
- L'italique est rarement utilisé : mots en langue étrangère, titres d'œuvres, noms de bateaux, etc.
- Les citations ne sont pas en italique mais en corps de texte normal. Elles sont entourées par des guillemets français : « et ».
- Les listes à puces sont à éviter, des paragraphes rédigés étant largement préférés. Les tableaux sont à réserver à la présentation de données structurées (résultats, etc.).
- Les appels de note de bas de page (petits chiffres en exposant, introduits par l'outil «  Source ») sont à placer entre la fin de phrase et le point final[comme ça].
- Les liens internes (vers d'autres articles de Wikipédia) sont à choisir avec parcimonie. Créez des liens vers des articles approfondissant le sujet. Les termes génériques sans rapport avec le sujet sont à éviter, ainsi que les répétitions de liens vers un même terme.
- Les liens externes sont à placer uniquement dans une section « Liens externes », à la fin de l'article. Ces liens sont à choisir avec parcimonie suivant les règles définies. Si un lien sert de source à l'article, son insertion dans le texte est à faire par les notes de bas de page.
- La présentation des références doit suivre les conventions bibliographiques. Il est recommandé d'utiliser les modèles {{Ouvrage}}, {{Chapitre}}, {{Article}}, {{Lien web}} et/ou {{Bibliographie}}. Le mode d'édition visuel peut mettre en forme automatiquement les références.
- Insérer une infobox (cadre d'informations à droite) n'est pas obligatoire pour parachever la mise en page.

Pour une aide détaillée, merci de consulter Aide:Wikification.
Si vous pensez que ces points ont été résolus, vous pouvez retirer ce bandeau et améliorer la mise en forme d'un autre article.
 (juillet 2024).
Les mouvements de grève des travailleurs aux Antilles britanniques de 1934 à 1939 sont une série de troubles du travail, de grèves et d'émeutes s'étaient déclenchés dans les Antilles britanniques entre les années 1934 et 1939. Ces tumultes débutèrent alors que la Grande Dépression faisait son inexorable progression et prirent fin à l'approche de la Seconde Guerre mondiale. Ces agitations révélèrent crûment les disparités de richesse, forçant le gouvernement britannique à entreprendre des démarches pour résoudre la crise et à susciter, en certains cas, l'émergence de partis politiques autochtones qui conduiraient ultimement à l'autonomie gouvernementale et à l'indépendance durant la période de l'après-guerre.

## Chronologie
Divers incidents marquants ont marqué le début du cycle de troubles. En février 1934, une agitation ouvrière s'est enflammée au Honduras britannique, culminant en septembre avec une émeute. Parallèlement, de mai à juillet 1934, des troubles ont éclaté dans les plantations sucrières de Trinité, touchant la ceinture sucrière centrale où plus de 15 000 ouvriers indo-trinidadiens étaient impliqués. En janvier 1935, une grève dans l'industrie sucrière à Saint-Christophe a déclenché une grève générale parmi les ouvriers agricoles. La suite des événements a vu une escalade des tensions : une grève en mars dans les champs pétrolifères de Trinidad, accompagnée d'une marche de la faim vers Port-d'Espagne. En Jamaïque, des manifestations syndicales ont éclaté en mai, principalement sur la côte nord de l'île. Les émeutes parmi les travailleurs des bananeraies à Oracabessa ont été suivies d'une grève des dockers à Falmouth, marquée par des violences. En septembre et octobre, des émeutes ont secoué diverses plantations sucrières de Guyane britannique, alors que des grèves avaient déjà eu lieu en septembre dans cinq plantations sucrières de la côte ouest du Démérara. En octobre, des émeutes ont également éclaté à Saint-Vincent, notamment à Kingstown et à Camden Park.
L'année s'acheva en novembre par une grève des travailleurs du charbon à Sainte-Lucie. Après une période relativement tranquille en 1936, des troubles généralisés éclatèrent à Trinité en 1937, marquant une coopération inédite entre les travailleurs indo-trinidadiens et afro-trinidadiens. En juin 1937, des troubles similaires éclatèrent à la Barbade, suivis par des événements similaires en Jamaïque en mai-juin 1938. Les perturbations survenues entre 1937 et 1938 furent d'une ampleur bien plus considérable que celles de 1934-35, jusque-là circonscrites à des régions spécifiques.
À Trinidad, les premières manifestations débutèrent dans les champs pétrolifères pour s'étendre progressivement à la ceinture sucrière et aux zones urbaines. À la Barbade, les troubles débutèrent à Bridgetown avant de s'étendre aux zones rurales, causant entre 14 et 22 décès. En Jamaïque, les grèves et troubles sévirent dans la plupart des régions de l'île. Deux points culminants furent suggérés pour cette période : la grève des coupeurs de canne jamaïcains en 1938 ou la grande grève de février 1939 à la Plantation Leonora en Guyane britannique, événement à l'origine de nouveaux troubles. 
En l'année 1937, un nombre considérable de vies furent malheureusement perdues lorsqu'une série de grèves s'est muée en émeutes. Parallèlement, à Kingston, en Jamaïque, la grève des travailleurs du sucre en 1938 a engendré des troubles violents qui ont causé la mort de 46 individus,. Les rapports officiels ont documenté au moins 429 blessés, et plusieurs milliers d'individus ont été appréhendés et traduits en justice.
Les femmes ont joué un rôle essentiel à quasiment tous les échelons des mouvements de protestation populaires. En leur qualité de travailleuses, de nombreuses femmes ont pris part à la conception et à l'exécution des grèves, et se sont engagées au sein d'organisations radicales telles que l'Universal Negro Improvement Association and African Communities League. Les troubles dans les Caraïbes ne se sont pas restreints aux colonies britanniques : des mouvements de grève d'ampleur ont eu lieu à Cuba indépendante en 1930, 1933 et 1935, ainsi qu'une marche de la faim des ouvriers du sucre en Martinique en février 1935.

## Causes
Chaque révolte ouvrière avait ses circonstances particulières, mais un schéma récurrent peut être identifié : les origines profondes étaient de nature économique. À l'exception des secteurs miniers tels que le pétrole à Trinité et la bauxite en Guyane britannique, les économies des Antilles britanniques reposaient largement sur un éventail restreint d'exportations agricoles. Elles étaient ainsi très sensibles aux fluctuations de la demande et aux sévères ralentissements économiques en Grande-Bretagne et en Europe.
L'industrie sucrière, demeurant le pilier des économies coloniales, avait depuis longtemps traversé une période critique, bien qu'elle ait retrouvé une certaine vitalité pendant la Première Guerre mondiale, lorsque le conflit avait perturbé la production de betterave sucrière en Europe. Cependant, au lendemain de la guerre, les prix du sucre avaient dégringolé considérablement en raison d'une offre mondiale excédant la demande effective. La politique de subvention britannique à la production de betterave sucrière avait encore contribué à la baisse des prix. Les prix d'autres produits agricoles de base tels que le cacao, les noix de coco, les citrons verts et les bananes avaient également chuté à des niveaux non viables en raison d'une surproduction mondiale. Dans certains cas, ces produits agricoles avaient été affectés par des maladies végétales et des dommages causés par des ouragans. 
La dépression économique générale sévissant dans les colonies eut des répercussions substantielles sur les classes ouvrières. Les employeurs de divers secteurs virent à réduire considérablement les salaires. Les conditions sociales se dégradèrent à mesure que le chômage et le sous-emploi croissaient, une problématique que n'arrivait pas à résoudre un système de protection sociale inadéquat. Ces facteurs furent exacerbés par une forte croissance démographique, elle-même issue d'une nette diminution du taux de mortalité grâce à l'amélioration des conditions sanitaires dans la région. Le coût de la vie s'accrut également, culminant en une augmentation soudaine vers 1937-1938, période qui déclencha des grèves en Jamaïque. Les débouchés pour l'émigration se trouvèrent fermés, engendrant un sentiment frustrant d'incarcération et de privation d'opportunités et de choix.
D'autres motifs d'ordre général étaient les griefs anciens des paysans des Antilles à l'encontre des propriétaires de plantations. Historiquement, les paysans étaient assignés aux terres les moins fertiles et subissaient les brimades des propriétaires. Ils rencontraient des difficultés liées aux titres de propriété, à une technologie imparfaite, à un manque de financement et de soutien à la commercialisation, ainsi qu'à des moyens de transport déficients pour acheminer leurs produits de la ferme vers les marchés. Ces griefs, parmi d'autres, ont suscité la participation des paysans aux troubles. De plus, il y a eu un essor rapide de la conscience ouvrière. Les syndicats étaient bien structurés en Guyane et en Jamaïque depuis les années 1920. Le Syndicat du travail de Guyane britannique avait été établi dès 1919, tandis que le Syndicat des débardeurs comptait un chapitre en Jamaïque dès le début du siècle. 
De surcroît, les sentiments nationalistes et indépendantistes se sont répandus au cours des années 1930. Les syndicats se sont structurés en entités politiques générales ou en vastes mouvements sociaux. Leur action visait à promouvoir l'amélioration des salaires et des conditions de travail, ainsi que la métamorphose du système colonial et l'accession à l'indépendance politique des colonies. En outre, les Antillais ont nourri des aspirations grandissantes, influencées par leurs voyages à l'étranger où ils ont été confrontés aux standards de vie en Grande-Bretagne et aux États-Unis. Ils aspiraient à jouir d'un niveau de vie similaire dans leur propre région, à être respectés en tant que professionnels qualifiés et à bénéficier d'opportunités de progression sociale. Cependant, ils se sont heurtés à l'enlisement dans les hiérarchies politiques, économiques, sociales, ainsi qu'aux distinctions de couleur et de race inhérentes au système. Des doctrines telles que le marxisme et la Fabian Society ont en outre gagné en influence à cette époque. 

## Conséquences
À la suite des troubles survenus, le gouvernement britannique instaura la Commission Moyne, présidée par Lord Moyne, afin de procéder à une enquête approfondie. Cette commission entreprit une visite exhaustive de tous les territoires britanniques des Caraïbes entre novembre 1938 et février 1939. Son objectif était d'examiner minutieusement les conditions de vie, d'agriculture, de santé (notamment des hôpitaux et des asiles pour malades mentaux), les léproseries, les prisons, les usines, les quais, les écoles, les orphelinats, ainsi que les questions liées à la colonisation des terres et aux enjeux politiques et constitutionnels.
La commission entendit les dépositions formelles de 370 témoins ou groupes de témoins dans 26 centres distincts, en plus d'examiner et d'évaluer 789 mémoires de preuves. L'enquête suscita un intérêt considérable tant de la part du public que des témoins eux-mêmes, qui venaient d'horizons variés et de statuts divers. Pour ceux ayant participé activement à la rébellion, ainsi que pour d'autres, cette enquête représentait un espoir de réforme.
Le rapport Moyne mit en lumière la structure obsolète du régime foncier et les vestiges du système de plantation comme les principaux facteurs responsables de la crise économique affligeant les Antilles. Il recommanda fermement la fédération de toutes les colonies antillaises comme un "idéal vers lequel la politique devrait être orientée". Cependant, il rejeta l'idée d'une indépendance immédiate ainsi que l'introduction du suffrage universel des adultes, deux revendications importantes des travailleurs.
Cette recommandation de fédération s'articula d'abord autour des îles du Vent (Grenade, Saint-Vincent, Sainte-Lucie, Dominique) et des îles sous le Vent (Antigua, Saint-Christophe-et-Niévès, Anguilla, Montserrat), bien que d'autres aspects des réformes proposées aient suscité des débats parmi les différentes parties concernées. 
Le rapport en question fut initialement édité en 1939, mais sa publication complète fut différée jusqu'en 1945 par crainte qu'il ne puisse être utilisé comme un vecteur de propagande par les puissances de l'Axe. En accord avec ses recommandations, l'adoption du Colonial Development and Welfare Act survint en juillet 1940, érigeant ainsi le cadre régissant la réforme du bien-être et du développement au sein de l'Empire britannique. Cette loi octroyait une allocation annuelle de cinq millions de livres sterling pour une durée de dix ans, dévolue au développement et au bien-être des colonies, ainsi qu'une somme de 500 000 livres sterling par an pour la recherche coloniale à perpétuité.
Un Département dédié au développement colonial et au bien-être social fut établi dès 1940, et son personnel fut progressivement déployé dans les régions coloniales à partir de 1941. Cependant, les contraintes imposées par les urgences de la guerre limitèrent considérablement les réalisations concrètes dans ce domaine jusqu'en 1945. 
En Jamaïque, les événements tumultueux de 1938, connus sous le nom du Règlement des troubles, marquent un tournant décisif dans l'évolution du système politique du pays. À cette époque, Alexander Bustamante mena une grève capitale à la plantation sucrière de Frome Estate, déclenchée par un désaccord sur les conditions de travail et les rémunérations. L'élan initial de cette protestation se propagea rapidement parmi les dockers et les balayeurs, se cristallisant ultimement en une grève générale sévèrement réprimée par les forces britanniques. Bustamante, emprisonné durant dix-sept mois, devint une figure martyre du mouvement ouvrier. Pendant ce temps, son cousin Norman Manley joua un rôle crucial dans la médiation du conflit, consolidant sa popularité et influençant la formation du Parti national du peuple en septembre de la même année, avec le soutien du Congrès des syndicats (qui plus tard devint le Syndicat national des travailleurs).
Libéré par la suite, Bustamante se consacra à l'organisation de son propre parti politique. En 1943, avec un fort soutien du Syndicat industriel de Bustamante (BITU), dont il était le leader, il établit le Parti travailliste jamaïcain. Depuis lors, ces deux partis ont dominé la scène politique jamaïcaine. D'autres leaders, tels que Grantley Adams de la Barbade, qui avait précédemment conseillé juridiquement les personnes arrêtées en 1937, et Albert Gomes de Trinité, émergeaient également à cette époque. Gomes, particulièrement, devint un orateur politique éminent et fut élu au conseil municipal de Port-d'Espagne, incarnant les aspirations de la classe ouvrière dans la région.
Les syndicats influents ont continué à se développer à travers toutes les Caraïbes. Ces organisations ont entrepris la collecte de données détaillées sur les conditions de travail et les niveaux de rémunération, émergeant ainsi comme des mouvements de masse étroitement associés aux partis politiques. En plus du BITU, il convient de mentionner l'émergence du Syndicat national des travailleurs en Jamaïque, ainsi que celle du Parti travailliste de Saint-Christophe-et-Niévès, du Syndicat des métiers et du travail de Saint-Christophe-et-Niévès, et divers syndicats et partis à Antigua. Tous partageaient une position commune concernant les salaires et les conditions de travail des employés. 